# Yolkıyı, Çamlıhemşin
Yolkıyı là một xã thuộc huyện Çamlıhemşin, tỉnh Rize, Thổ Nhĩ Kỳ. Dân số thời điểm năm 2010 là 48 người.